# Dinastija Strauss
Dinastija Strauss je pogosto poimenovanje za vse glasbenike znamenite glasbene družine Strauss na Dunaju. Njen začetnik je bil Johann Strauss starejši, katerega pa so sinovi presegli v ustvarjalnosti. Mnoge njihove skladbe so ponarodele, veliko od teh se posluša tudi danes. Razširjenosti njihove glasbe gre pripisati tudi dejstvu da se je razvila na Dunaju, ki je bil v tistem času glavno mesto velikega avstrijskega, kasneje pa Avstro-ogrskega cesarstva, kamor so spadali tudi naši kraji. Tudi na Slovenskem so bile njihove skladbe prave uspešnice cela desetletja. Najpogostejše izvajane skladbe, izvajane z manjšimi ansambli, so bile sledeče:
- valčki
  - An der schönen blauen Donau - (Na lepi modri Donavi)- op. 314
  - Frühlingsstimme- (Glas pomladi)- op. 410
  - Wiener Blut- (Dunajska kri)- op.354
  - Wein, Weib und Gesang-(...)- op.333
- polke
  - Schwipserl Lied- (...)- op.117
  - Pizzikato Polka- (...)-
  - Auf der Jagd-hitra polka- (Na lovu)- op.373
  - Tritsch Tratsch-hitra polka- op.214
  - Banditengalopp-hitra polka- op.378
  - Ohne Sorgen- (Brez skrbi)-hitra polka- op.271
  - Unter Donner und Blitz-hitra polka- op.324